# Night School
Night School ist eine fünfteilige Jugendbuchreihe der britischen Autorin C. J. Daugherty. In deutscher Übersetzung erscheinen die Bücher im Verlag Friedrich Oetinger. Der erste Band erschien im Juli 2012 unter dem Titel Night School. Du darfst keinem trauen. Band 2, Night School. Der den Zweifel sät, folgte am 19. Februar 2013. Band 3, Night School. Denn Wahrheit musst du suchen, ist im Oktober 2013 erschienen. Band 4, Night School. Um der Hoffnung Willen, ist 2014 erschienen. Band 5, Night School. Und Gewissheit wirst du haben, ist im Juli 2015 erschienen.
Night School wurde bisher in 20 Sprachen übersetzt.

## Romane

### Band 1: Night School. Du darfst keinem trauen
Das spurlose Verschwinden ihres Bruders hat Allie aus dem Gleichgewicht gebracht. Sie rebelliert, und ihre Eltern schicken sie auf das Internat Cimmeria, wo nicht einmal Handys erlaubt sind. Schon bald findet sie Zugang zu einer Clique und wird von zwei Jungen, die unterschiedlicher nicht sein könnten, umworben. Auf Cimmeria häufen sich eigenartige Vorfälle, und als ein Mord geschieht, gerät Allie selbst unter Verdacht. Auf der Suche nach dem wahren Mörder stößt sie zufällig auf eine mysteriöse Verbindung ihrer Mutter zur Schule und gerät selbst in Lebensgefahr. Kann sie überhaupt noch irgendjemandem trauen?

### Band 2: Night School. Der den Zweifel sät
Nach einer atemlosen Verfolgungsjagd durch die düsteren Straßen Londons kehrt Allie zurück ins Internat. Hier warten neue Herausforderungen, denn von nun an ist sie vollwertiges Mitglied der geheimnisvollen „Night School“. Doch ihre Gefühle für Carter und Sylvain spielen immer noch verrückt.
Da erhält sie eines Nachts eine Nachricht von ihrem verschollen geglaubten Bruder. Und ihr wird zur Gewissheit, dass die Night School ein sehr dunkles Geheimnis hütet.

### Band 3: Night School. Denn Wahrheit musst du suchen
Der Überfall, dem Allie am Ende von Band 2 zum Opfer fiel, hat seine Spuren hinterlassen. Die schweren Verletzungen an ihrem Knie beginnen zwar allmählich zu verheilen, aber ihre wahren Wunden sitzen sehr viel tiefer. Nacht für Nacht quälen Allie Albträume, seitdem ihre Freundin Jo ermordet wurde. Sie weiß, dass jeder, der ihr nahesteht, das nächste Opfer werden kann. Deshalb wehrt sie auch Sylvains Annäherungsversuche ab und verbirgt ihren Schmerz darüber, dass Carter sich von ihr abwendet. Denn nur so kann sie die schützen, die sie liebt.
Als Allie dann von ihrer Großmutter in die Geheimnisse der NIGHT SCHOOL eingeweiht wird, zeigt sich schon bald, in welcher Gefahr sie wirklich schwebt. Denn statt der großen Ideale, die dieser Geheimbund einst verfolgte, geht es mittlerweile nur noch um Macht, Einflussnahme und Geld.
Die Lage auf Cimmeria wird immer bedrohlicher und es sieht ganz so aus, als hätte Nathaniel einen Spitzel im Internat. So scheint er über alles Bescheid zu wissen, was dort vorgeht, und kennt jeden von Allies Schritten.
Ihr wird klar, dass es nur eine Lösung gibt, wenn sie überleben und ihre Freunde schützen will: Allie muss die Wahrheit finden.

### Band 4: Night School. Um der Hoffnung willen
Cimmeria befindet sich im Ausnahmezustand. Hilflos müssen Allie und ihre Freunde mit ansehen, wie die Machtkämpfe zwischen den rivalisierenden Gruppen das Internat zunehmend spalten und viele ihrer Freunde und Bekannten von der Schule genommen werden. In der Gefahr wird Allies Liebe zu Sylvain immer inniger. Doch um sein Leben zu schützen, muss sie sich von ihm trennen. Verzweifelt konzentriert Allie sich nun ganz auf das Training für die NIGHT SCHOOL. Bis ein Attentat mit tödlichem Ausgang ihre Welt bis in ihre Grundfeste erschüttert.

### Band 5: Night School. Und Gewissheit wirst du haben
Während Allie noch in tiefer Trauer ist, droht die NIGHT SCHOOL auseinanderzubrechen. Jedem ist klar, dass alles getan werden muss, um das Schlimmste zu verhindern. Doch als wäre es damit nicht genug, quälen Allie auch noch Schuldgefühle. Sie zieht sich mehr und mehr zurück, um die Menschen um sie herum zu schützen und nicht noch weiter in Gefahr zu bringen – vor allem Carter und Sylvain.
Die Lage wird zunehmend auswegloser, aber als die Situation schließlich vollkommen hoffnungslos erscheint, taucht von unerwarteter Seite plötzlich Unterstützung auf, und zwar in Form von Jugendlichen aus allen Teilen der Welt, die der Internatsleiterin Isabelle ihre Unterstützung anbieten. Allie und ihre Freunde wissen jetzt: Sie sind nicht allein und der Kampf gegen Nathaniel ist noch nicht verloren.
Doch Nathaniels Gefolge ist schon auf dem Weg nach Cimmeria. Wird die NIGHT SCHOOL sich gegen den mächtigen Gegner behaupten können, der vor nichts zurückschreckt?
Eines ist gewiss: So schnell geben Allie, Carter, Sylvain und die NIGHT SCHOOL nicht auf!

## Charaktere

### Allie Sheridan
Allie Sheridan hat dunkelbraune Locken, graue Augen und heißt mit vollem Namen Alyson Elisabeth Sheridan.
Seit ihr Bruder Christopher plötzlich verschwunden ist, ist Allies Leben nicht mehr in den Griff zu bekommen. Ihre Eltern geben ihr das Gefühl, nur noch im Weg zu sein und streiten ständig. Allie wird dreimal in einem Jahr verhaftet, verbringt ihre Zeit mit ihren Freunden Mark und Harry, die ebenfalls ständig Ärger haben und mit ihren früheren guten Noten in der Schule ist es vorbei. Allie verlässt die Brixton High School, nachdem sie mit ihren Freunden mit einer Spraydose die Tür des Rektorenzimmers besprühte.
Cimmeria, das Internat, in das Allies Eltern sie schließlich gegen ihren Willen Hals über Kopf unterbringen, verändert Allies Leben erneut von Grund auf. Für Allie ist nichts mehr, wie es zu sein schien. Und auch Allie selbst ist nicht die, die sie zu sein geglaubt hatte. Sie muss eine sehr schwere Entscheidung treffen: Carter oder Sylvain.
Seit ihrem zweiten Schuljahr auf Cimmeria ist Allie ein Mitglied der Night School. Zudem findet sie heraus, dass ihre Großmutter Lucinda Meldrum ist, die Vorsitzende von Orion, einer Organisation, der die weltweit wichtigsten Menschen angehören.
Allie kämpft anfangs mit Panikattacken. Um sich zu beruhigen, zählt sie ihre Schritte oder Atemzüge. Carter hilft ihr, mit den Panikattacken klarzukommen. Er litt früher ebenfalls darunter und kennt deshalb Strategien, damit umzugehen. Sie hat, im 1. Teil am Anfang und im 2. Teil am Ende, hennarot gefärbte Locken, ihr Naturhaar ist braun, graue Augen und heißt mit vollem Namen Lady Alyson Elisabeth Lanarkshire, Alyson Elisabeth Meldrum oder Alyson Elisabeth Sheridan. Ihr echter Name wird nicht direkt erwähnt, Lady Alyson Elisabeth Lanarkshire ist am wahrscheinlichsten.

### Sylvain Cassel
Sylvain Cassel ist ein französischer Austauschschüler. Er kommt aus einer einflussreichen und enorm wohlhabenden Familie und gehört zum 'Schuladel'. Der Mädchenschwarm beginnt nach einer anfänglichen Romanze mit Allie zunehmend undurchsichtig zu werden. Durch seine einflussreiche Familie hat Sylvain Zugang zu den höchsten Kreisen der Night School und deren Geheimnissen, zudem ist er auch Vertrauensschüler. Allie muss sich öfter zwischen Sylvain und Carter entscheiden als es ihr lieb ist. Sylvain macht Allie im 4. Band ein Liebesgeständnis, doch dieses kann Allie nicht zurückgeben.

### Carter West
Carter West stammt aus einer für Cimmerias Verhältnisse sehr einfachen Familie. Seine Eltern waren Angestellte des Internats, beide sind bei einem Verkehrsunfall verstorben. Jedoch redet Carter nicht gerne über seine Vergangenheit. Cimmeria ist Carters Zuhause. Er wurde von dem Schulgärtner Bob Ellison großgezogen und wird von der Schulleiterin Isabelle wie ihr Sohn behandelt. Er verlässt das Internat in den Ferien nicht. Auch er ist Mitglied der Night School, seit dem ersten Schuljahr. Carter und Allie gestehen sich im 4. Band ihre Liebe. Am Ende des 4. Bandes wird Carter von Nathaniel entführt und am frühen Ende des 5. Bandes von Allie, Isabelle, Raj, Rachel, Zoe, Nicole, Dom, Rajs angestellten und anderen Charakteren befreit.

### Jo Arringford
Allies erste Freundin in Cimmeria ist Jo Arringford. In der ersten Zeit macht Allie fast alles mit Jo zusammen und sie ist diejenige, die ihr Menschen, Geschichte und Abläufe des Internats erklärt. Doch auch Jo wird mit der Zeit immer undurchschaubarer. Sie erleidet in regelmäßigen Abständen Zusammenbrüche, verhält sich unkontrollierbar und rücksichtslos.
Ihr Freund Gabe ist in den Mordfall auf Cimmeria verstrickt, was einen weiteren Zusammenbruch Jos auslöst. Ihr erster Freund auf der Cimmeria Academy war Lucas. Nach ihrer Rückkehr in das Internat nach den Ferien jedoch ist sie wieder so fröhlich und gut gelaunt wie eh und je. Jo besuchte ebenfalls die Night School, bis sie von dort verwiesen wurde. Jo wird im 2. Band von Gabe, ihrem Freund ermordet, indem er sie mit einem Brief um ein Treffen gebeten hat. Jos Leiche verwendet Gabe als Köder, um Allie in eine Falle locken.

### Rachel Patel
Nachdem die Freundschaft zu Jo Risse bekommen hat, macht Allie nähere Bekanntschaft mit Rachel Patel. Sie ist intelligent, eine sehr gute Schülerin und sie liebt nichts mehr als Bücher. Außerdem ist sie die Expertin in Sachen Klatsch und Gerüchte. Sie weiß über jeden in Cimmeria Alles. Sie hatte seit dem ersten Schuljahr Gefühle für Lucas, dieser verliebt sich allerdings in Jo, die wiederum nach deren Trennung mit Gabe zusammenkommt. Im zweiten Band geht Lucas dann mit Rachel aus, allerdings trennen sich die beiden im 4. Band. Im 5. Band offenbart sich Rachel als lesbisch und geht mit Nicole aus. Auch Rachel stammt, wie Sylvain, aus einer sehr einflussreichen Familie, die zum so genannten Schuladel gehört. Bemerkenswert an Rachel ist, dass sie trotz mehrfacher Einladungen den Besuch der Night School beharrlich ablehnt. Ihr Vater ist Raj Patel, der Sicherheitschef der Schule und auch ein Lehrer der Night School.

### Isabelle le Fanult
Isabelle le Fanult, Cimmerias Schulleiterin, wirkt immer gefasst und souverän. Auf Allie hat sie von Anfang an ein wachsames Auge. Es stellt sich heraus, dass sich Allies Mutter und Isabelle bei Allies Ankunft in Cimmeria keineswegs zum ersten Mal begegnet sind und dass Isabelle mehr über Allies Herkunft weiß als sie selbst.

### Lucinda Meldrum
Lucinda Meldrum ist Allies Großmutter und Chefin der Weltbank, außerdem eine berühmte Politikerin. Des Weiteren ist sie Vorsitzende des Orions, der englischen Abteilung einer Organisation, der viele die wichtigsten und bedeutendsten Menschen der Welt angehören. Am Ende des 4. Teils wird sie von Gabe erschossen, was nicht so geplant war.

### Katie Gilmore
Katie Gilmore ist auch eine Schülerin an der Cimmeria Academy und ziemlich beliebt. Schon kurz nach ihrer Ankunft merkt Allie, wie mächtig sich Katie fühlt und dass sie sehr verliebt in Sylvain ist. Das Allie und Sylvain im 1. Teil ein Paar werden, gefällt Katie gar nicht und sie versucht mit allen Mitteln, Allie zu hintergehen und unbeliebt zu machen. Im Laufe der Geschichte wird sie aber netter, aufgrund der Situation, und Allie, die anderen und sie werden Freunde. Außerdem geht sie im 5. Band mit Lucas aus. Ebenso wie fast alle anderen Schüler gehört sie zum Schuladel.

### Nathaniel St. John
Nathaniel St. John ist Isabelles Halbbruder . Er versucht mit allen Mitteln, Kontrolle über Orion zu erlangen und die Cimmeria Academy zu vernichten. Besonderem Schutz vor ihm und seinen Leuten scheint Allie dringend zu brauchen.

### Zoe Glass
Zoe Glass ist sehr jung, aber für ihr Alter allerdings sehr weit in der Schule. Sie ist in ihrem zweiten Night-School-Jahr und wurde als Allies Trainingspartnerin eingeteilt. Zuerst mochten die beiden sich nicht besonders, da Zoe ziemlich ungeduldig mit Allie war. Jedoch schaffen es die beiden tatsächlich, Freunde zu werden. Auch sonst hat Zoe nicht wirklich viele Freunde, weil sie immer ehrlich ihre Meinung sagt, was vor allem am Asperger-Syndrom liegt.

### Nicole
Nicole ist eine französische Austauschschülerin und schon seit ihrer Kindheit eng mit Sylvain befreundet. Sie ist ebenfalls Mitglied in der Night School. Sie ist lesbisch und geht im 5. Band mit Rachel aus.

### Lucas
Lucas ist ein Schüler an der Cimmeria Academy und saß auch oft an Allies Tisch. Er hat hellbraune Haare und ist Mitglied der Night School. Er verliebt sich in Jo, trennt sich aber nach einiger Zeit wieder von ihr, da sie regelmäßig Zusammenbrüche erlitt und kurz davor war sich umzubringen. Im zweiten Band kommt er mit Rachel zusammen, die schon seit dem ersten Schuljahr Gefühle für ihn hatte. Im vierten Band trennt er sich von Rachel und geht mit Katie aus.

### Lisa
Lisa ist ein hübsches, blondes Mädchen und war Schülerin an der Cimmeria Academy. Sie war im ersten Band in Lucas verliebt. Allerdings wurde sie bei den Vorfällen auf dem Sommerball verletzt und geht seitdem in ein Internat in der Schweiz.

### Christopher Sheridan
Christopher Sheridan ist Allies Bruder. Die Geschwister hatten ein sehr gutes Verhältnis zueinander und als Christopher plötzlich von Zuhause abhaut, bricht für Allie die Welt zusammen. Später erfährt Allie, dass Nathaniel ihn auf seine Seite gebracht hat. Im 4. und 5. Band erkennt er Nathaniels wirkliches Ziel und wird von Allie überzeugt Nathaniels Organisation zu verlassen.

### Ruth Jansen
Ruth Jansen gehört ebenfalls zum Freundeskreis von Allie und wird auf dem Sommerball im 1. Teil von Gabe getötet, Allie entdeckt ihre Leiche. Sie war vermutlich mit Phil zusammen.

### Phil
Phil war ebenfalls ein Night-Schooler und vermutlich mit Ruth zusammen. Er wird bei einem Projekt (im 1. Band) schwer verletzt. Ruths Tod erschüttert ihn zutiefst und er wird in den weiteren Bänden nicht mehr erwähnt. Er soll sich zu Hause von Ruths Tod erholen.

### Jules Matheson
Jules Matheson ist Vertrauensschülerin und Allie hatte keinen so guten Start mit ihr. Sie ist eine hübsche Brünette und sieht beinahe immer makellos und perfekt aus. Außerdem ist sie eine von Katies Freundinnen, aber ist nicht immer derselben Meinung wie sie, was im ersten Band am Ende deutlich wird. Im zweiten Band am Ende kommt sie mit Carter zusammen, der sich von Allie getrennt hat, weil sie beinahe immer Streit wegen Sylvain hatten. Allie findet das eigentlich nicht so gut, sagt es aber nicht. Im dritten Band wird sie, wie sehr viele andere Schüler auch, von der Schule genommen, also von ihrem Chauffeur abgeholt und mitgenommen.

### Dom
Dom ist aus Amerika und eine gute Freundin von Raj. Sie kommt Cimmeria im 4. Band zur Hilfe. Zudem kennt sie sich überaus gut mit Technik und Computern aus.

### Eloise
Eloise ist die Bibliothekarin von Cimmeria und Night School Trainerin. Sie ist eine alte Freundin von Raj Patel und Isabelle le Fanult und außerdem eng mit Rachel Patel befreundet. In Band 3 wird sie fälschlicherweise als Spionin Nathaniels festgehalten.

### August Zelazny
Zelazny ist der Geschichtslehrer und außerdem Night School Trainer. Mit Allie hat er keinen guten Start, zeigt aber im Laufe der Reihe, dass er treu zur Schule steht.

## Autorin
C.J. Daugherty, gebürtige Texanerin, lebt und arbeitet in Südengland. Vor ihrer Tätigkeit als
Schriftstellerin arbeitete sie zunächst als Gerichtsreporterin für mehrere Zeitungen in den USA. Es folgte eine Tätigkeit als Autorin von Reiseführern, die sie der journalistischen nach eigenen Worten vorzog, da sie „herausgefunden hatte, dass das Schreiben von Reiseberichten einfacher war und die Möglichkeit bot, kostenlos in noblen Hotels zu wohnen.“ (Zitat: C.J. Daugherty) C.J. Daugherty ist verheiratet mit dem Autor und Filmemacher Jack Jewers. Night School ist ihr
erster Roman.

## Entstehung
Inspiriert wurde Night School durch ein Foto des Bullingdon Clubs Oxford, auf dem David Cameron, Premierminister des Vereinigten Königreichs, und Londons Bürgermeister Boris Johnson zu sehen sind. Das Foto wurde in Großbritannien sehr bekannt. Der Bullingdon Club ist eine Studentenverbindung an der Universität Oxford. Zugang zum Club bekommt man ausschließlich durch eine Einladung, für die meisten Studenten ist diese unerschwinglich.
Einen weiteren Anstoß, Night School zu schreiben, bekam C.J. Daugherty auf einer Reise durch Norfolk. Während eines Spazierganges entdeckte sie ein altes Herrenhaus – das ideale Bild für „Cimmeria“.

## Hörbuch
- Hörbuchfassung Band 1: http://www.nightschool.de/hoerbuchnightschool/

## E-Book
- E-Books: http://www.nightschool.de/ebooknightschool/